# Black-Scholes
O termo Black–Scholes refere-se a três conceitos relacionados abaixo:
- Um modelo de precificação de ativos não direcionais, no qual a evolução dos preços destes é considerada um processo estocástico.
- Uma EDP (sigla para equação diferencial parcial), que (neste modelo) mede tal evolução, utilizando como referência uma Opção do Tipo "europeia".
- Uma fórmula, cujo resultado obtido (pela solução da equação mencionada acima), projeta uma estimativa teórica do preço de tal Opção.[1]

Devido a sua relativa simplicidade e maleabilidade (facilidade tanto em ajustar seus parâmetros, como adicionar outros), heurísticas refinadas, derivadas da fórmula Black-Scholes, são as ferramentas mais utilizadas por operadores do mercado financeiro para precificação de ativos não direcionais (como no caso de derivativos, como Opções por ex.).

## Origem
Baseando-se em trabalhos desenvolvidos anteriormente por pesquisadores e práticos do mercado, como Louis Bachelier, Sheen Kassouf e Ed Thorp, entre outros, Fischer Black e Myron Scholes chegaram à fórmula ao longo do final da década de 1960. Em 1970, após fracassarem na obtenção de ganho financeiro nos mercados aplicando-a, devido à falta de controle de risco em suas operações, resolveram concentrar seus esforços em sua área de domínio, o meio acadêmico. Mesmo assim, a fórmula que viria a ser batizada como "Black-Scholes", em homenagem aos seus divulgadores, só seria publicada em 1973 num artigo intitulado "The Pricing of Options and Corporate Liabilities".
Robert C. Merton foi o primeiro a publicar um artigo expandido a compreensão matemática do modelo de precificação de opções e cunhou o termo modelo de precificação de opções de "Black-Scholes". Merton e Scholes receberam em 1997 o Prémio de Ciências Económicas em Memória de Alfred Nobel por este trabalho e outros relacionados. Ainda que inelegível para o prêmio devido a sua morte em 1995, Black foi mencionado como contribuidor pela academia sueca.

## Modelo de Black-Scholes
O modelo de precificação Black-Scholes de mercado para um ativo faz as seguintes suposições:
- É possível emprestar e tomar emprestado a uma taxa de juros livre de risco constante e conhecida.
- O preço segue um movimento Browniano geométrico com tendência (drift) e volatilidade constantes.
- Não há custos de transação.
- A ação não paga dividendos (veja abaixo para extensões que aceitem pagamento de dividendos).

O modelo, dentro destes requisitos trata apenas de opções do tipo "europeu". A partir dessas condições ideais de mercado para correlação entre tal derivativo e seu ativo de origem, os autores mostram que o valor de uma opção (pela fórmula de Black-Scholes) varia teoricamente apenas com o preço da ação, e o tempo até o vencimento.
"Assim é possível criar uma posição protegida, consistindo em uma posição comprada na ação e uma posição vendida nas opções de compra da mesma ação, cujo valor não depende do preço da ação."

## Notação
Define-se
{\displaystyle S}, o preço da ação (ver nota abaixo).
{\displaystyle V(S,t)}, o preço de um derivativo como função do tempo e do preço da ação.
{\displaystyle C(S,t)} o preço de uma opção de compra europeia e {\displaystyle P(S,t)} o preço de uma opção de venda europeia.
{\displaystyle K}, o preço de exercício da opção.
{\displaystyle r}, a taxa de juros livre de risco anualizada, capitalizada continuamente.
{\displaystyle \mu }, a tendência (drift rate) de {\displaystyle S}, anualizada.
{\displaystyle \sigma }, a volatilidade da ação, i.e., a raiz quadrada da variação quadrática do logaritmo dos preços da ação.
{\displaystyle t}, um tempo em anos; geralmente usa-se agora = 0 e vencimento = {\displaystyle T}.
{\displaystyle \Pi }, o valor de um portfolio.
{\displaystyle R}, o lucro ou prejuízo acumulado seguindo uma estratégia delta-neutra.
{\displaystyle N(x)} denota a função de distribuição acumulada normal padrão, {\displaystyle {\frac {1}{\sqrt {2\pi }}}\int _{-\infty }^{x}e^{-{\frac {z^{2}}{2}}}\,dz}.
{\displaystyle N'(z)} denota a função densidade de probabilidade normal padrão, {\displaystyle {\frac {e^{-{\frac {{z}^{2}}{2}}}}{\sqrt {2\pi }}}}.

## EDP de Black-Scholes
De acordo com as hipóteses acima, assume-se que o ativo-objeto (usualmente a ação) segue um movimento Browniano geométrico. Isto é,
{\displaystyle dS_{t}=\mu S_{t}\,dt+\sigma S_{t}\,dW_{t}\,}
onde {\displaystyle W_{t}} é Browniano — o termo {\displaystyle dW} representa toda e qualquer fonte de incerteza no preço histórico da ação.

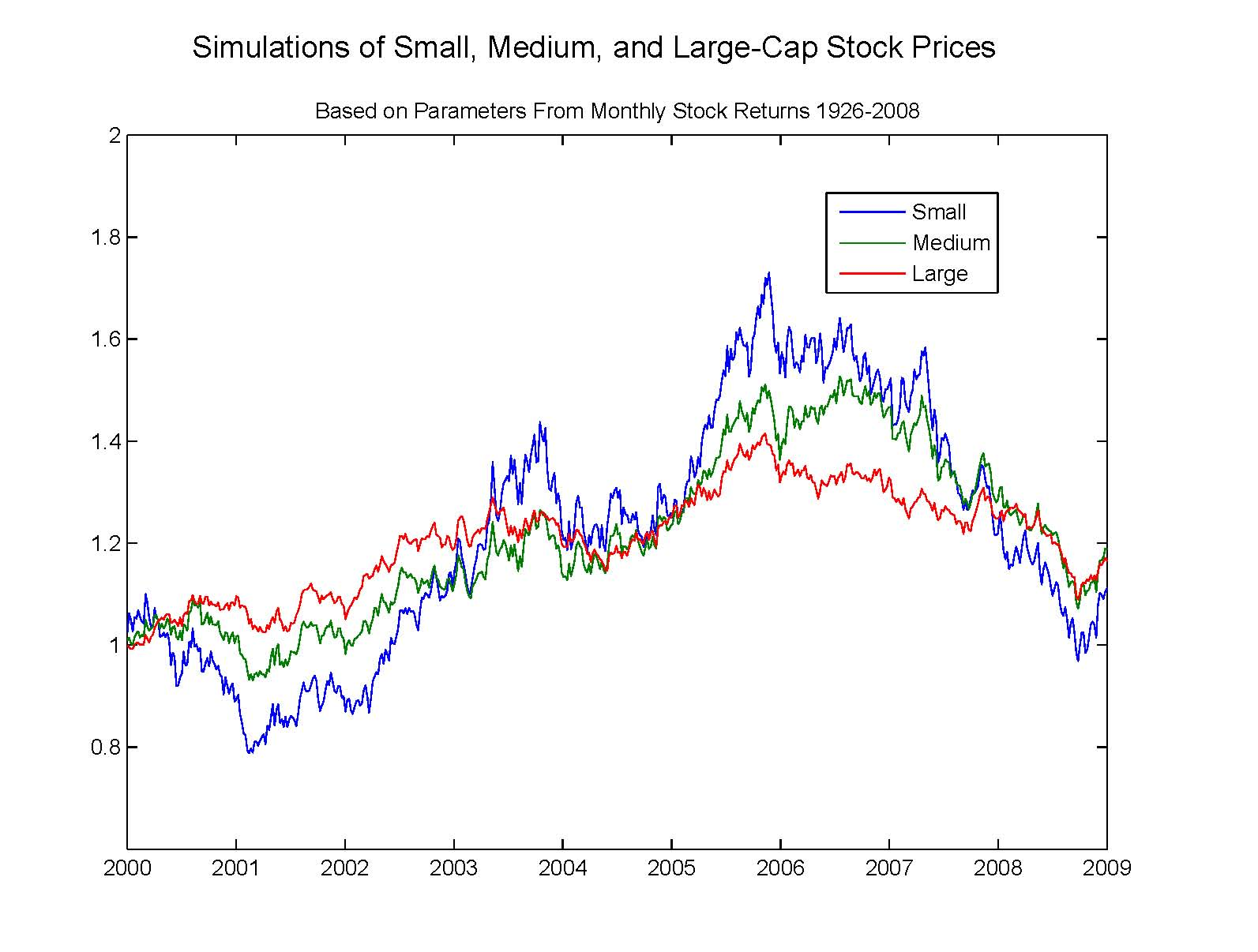
Movimentos Brownianos Geométricos simulados com parâmetros do Market Data

O payoff (perde-ganha) de uma opção{\displaystyle V(S,T)} no vencimento é conhecido. Para encontrar seu valor em um tempo anterior, é necessário saber como {\displaystyle V} evolui como função de {\displaystyle S} e {\displaystyle T}. Pelo lema de Itō para duas variáveis, tem-se
{\displaystyle dV=\left(\mu S{\frac {\partial V}{\partial S}}+{\frac {\partial V}{\partial t}}+{\frac {1}{2}}\sigma ^{2}S^{2}{\frac {\partial ^{2}V}{\partial S^{2}}}\right)dt+\sigma S{\frac {\partial V}{\partial S}}\,dW.}
Agora, seja uma estratégia de negociação segundo a qual mantenha-se uma opção e negocie-se continuamente a ação de forma a manter-se{\displaystyle -{\frac {\partial V}{\partial S}}} ações.
No tempo {\displaystyle t}, o valor dessa carteira será
{\displaystyle \Pi =V-S{\frac {\partial V}{\partial S}}.}
A composição desse portfolio, chamado portfólio protegido em delta (delta-hedge), varia a cada instante no tempo. Fazendo {\displaystyle R} denotar o lucro ou prejuízo acumulado com essa estratégia, no intervalo de tempo {\displaystyle [t,t+dt]} o lucro ou prejuízo instantâneo é
{\displaystyle dR=dV-{\frac {\partial V}{\partial S}}\,dS.}
Substituindo nas equações acima, chega-se em
{\displaystyle dR=\left({\frac {\partial V}{\partial t}}+{\frac {1}{2}}\sigma ^{2}S^{2}{\frac {\partial ^{2}V}{\partial S^{2}}}\right)dt.}
Esta equação não contém termos em {\displaystyle dW}. Ou seja, a estratégia é completamente sem risco (delta-neutra). Black e Scholes argumentam que, sob essas condições ideais, a taxa de retorno desse portfolio precisa ser igual, em todos os tempos, à taxa de retorno de qualquer outro instrumento sem risco; do contrário, haveria oportunidades de arbitragem. Assumindo que a taxa de retorno livre de risco seja {\displaystyle r}, é preciso que no período {\displaystyle [t,t+dt]}
{\displaystyle r\Pi \,dt=dR=\left({\frac {\partial V}{\partial t}}+{\frac {1}{2}}\sigma ^{2}S^{2}{\frac {\partial ^{2}V}{\partial S^{2}}}\right)dt.}
Substituindo {\displaystyle \Pi } e dividindo por {\displaystyle dt} obtém-se a EDP de Black-Scholes:
{\displaystyle {\frac {\partial V}{\partial t}}+{\frac {1}{2}}\sigma ^{2}S^{2}{\frac {\partial ^{2}V}{\partial S^{2}}}+rS{\frac {\partial V}{\partial S}}-rV=0.}
Com as hipóteses do modelo de Black-Scholes, a equação diferencial parcial é válida sempre que {\displaystyle V} é duas vezes derivável em relação a {\displaystyle S} e uma vez em relação a {\displaystyle t}.

## Fórmula de Black-Scholes
A seguir é mostrado como chegar a uma precificação específica para uma opção a partir da EDP geral de Black-Scholes, considerando como exemplo o preço Black-Scholes de uma opção de compra (call), para a qual a EDP acima tem como condições de contorno
{\displaystyle C(0,t)=0{\text{ para todo }}t\,}
{\displaystyle C(S,t)\rightarrow S{\text{ quando }}S\rightarrow \infty \,}
{\displaystyle C(S,T)=\max(S-K,0).\,}
A última condição retorna o valor de uma opção na data de exercício. A solução da EDP retorna o valor de uma opção em qualquer tempo antes disso,{\displaystyle \mathbb {E} \left[\max(S-K,0)\right]}. Para resolver a EDP, transforma-se a equação em uma equação da difusão, que pode ser resolvida pelos métodos usuais. Para isso, introduz-se as mudanças de variável
{\displaystyle \tau =T-t\,}
{\displaystyle u=Ce^{r\tau }\,}
{\displaystyle x=\ln(S/K)+(r-{\frac {\sigma ^{2}}{2}})\tau .\,}
Assim, a EDP de Black-Scholes torna-se a equação de difusão
{\displaystyle {\frac {\partial u}{\partial \tau }}={\frac {\sigma ^{2}}{2}}{\frac {\partial ^{2}u}{\partial x^{2}}}.}
A condição final {\displaystyle C(S,T)=\max(S-K,0)} torna-se uma condição inicial:
{\displaystyle u(x,0)=u_{0}(x)\equiv K\max(e^{x}-1,0).\,}
Utilizando o método tradicional para a solução de uma equação da difusão, chega-se em
{\displaystyle u(x,\tau )={\frac {1}{\sigma {\sqrt {2\pi \tau }}}}\int _{-\infty }^{\infty }u_{0}(y)e^{-(x-y)^{2}/(2\sigma ^{2}\tau )}\,dy.}
E com alguma álgebra, obtém-se
{\displaystyle u(x,\tau )=Ke^{x+\sigma ^{2}\tau /2}N(d_{1})-KN(d_{2})}
onde:
{\displaystyle d_{1}={\frac {x+\sigma ^{2}\tau }{\sigma {\sqrt {\tau }}}}}  e   {\displaystyle d_{2}={\frac {x}{\sigma {\sqrt {\tau }}}}.}
Substituindo para {\displaystyle u}, {\displaystyle x}, e{\displaystyle \tau }, obtém-se o valor de uma opção de compra em termos dos parâmetros de Black-Scholes:
{\displaystyle C(S,t)=SN(d_{1})-Ke^{-r(T-t)}N(d_{2})\,}
onde:
{\displaystyle d_{1}={\frac {\ln(S/K)+(r+\sigma ^{2}/2)(T-t)}{\sigma {\sqrt {T-t}}}}}  e   {\displaystyle d_{2}=d_{1}-\sigma {\sqrt {T-t}}.}
O preço de uma opção de venda (put) pode ser computado então a partir da paridade put-call, e resulta em
{\displaystyle P(S,t)=Ke^{-r(T-t)}N(-d_{2})-SN(-d_{1}).\,}

Interpretação: {\displaystyle N(d_{1})} and{\displaystyle N(d_{2})} are the probabilities of the option expiring in-the-money under the equivalent exponential martingale probability measure (numéraire = stock) and the equivalent martingale probability measure (numéraire = risk free asset), respectively. The equivalent martingale probability measure is also called the risk neutral probability measure. Note that both of these are "probabilities" in a measure theoretic sense, and neither of these is the true probability of expiring in-the-money under the real probability measure.

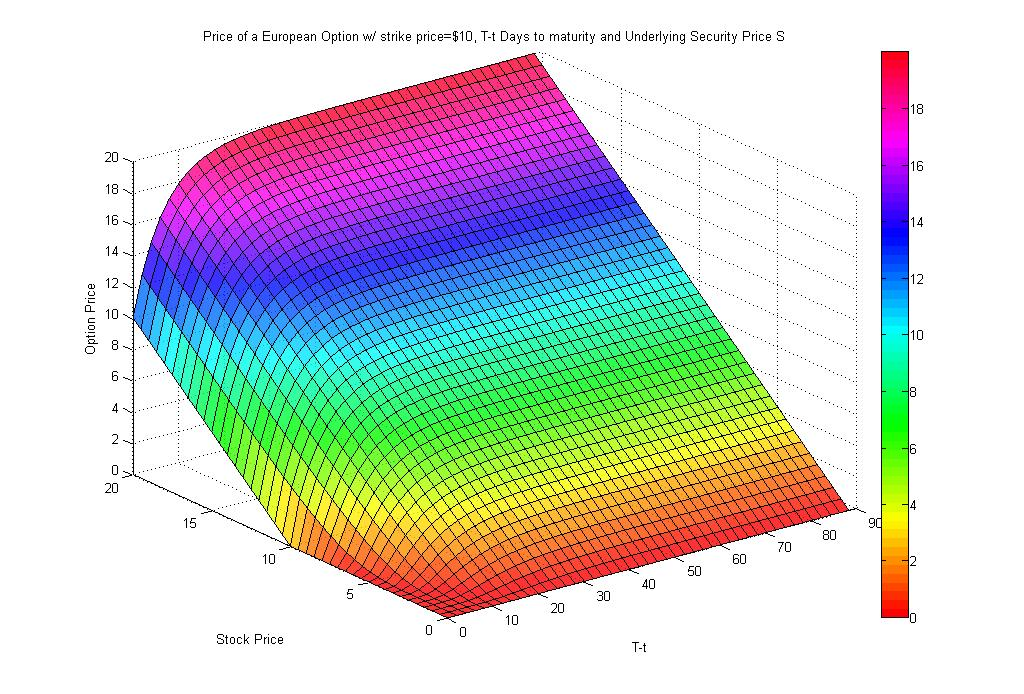
Superficie de precificação de uma opção de compra europeia de Black-Scholes

## Gregas
As gregas calculadas de acordo com Black-Scholes são dadas em forma fechada, conforme segue:
|       | O que                                                    | Calls                                                                                | Puts                                                                                  |
| delta | {\displaystyle {\frac {\partial C}{\partial S}}}         | {\displaystyle N(d_{1})\,}                                                           | {\displaystyle -N(-d_{1})=N(d_{1})-1\,}                                               |
| gamma | {\displaystyle {\frac {\partial ^{2}C}{\partial S^{2}}}} | {\displaystyle {\frac {N'(d_{1})}{S\sigma {\sqrt {T-t}}}}\,}                         | {\displaystyle {\frac {N'(d_{1})}{S\sigma {\sqrt {T-t}}}}\,}                          |
| vega  | {\displaystyle {\frac {\partial C}{\partial \sigma }}}   | {\displaystyle SN'(d_{1}){\sqrt {T-t}}\,}                                            | {\displaystyle SN'(d_{1}){\sqrt {T-t}}\,}                                             |
| theta | {\displaystyle -{\frac {\partial C}{\partial t}}}        | {\displaystyle -{\frac {SN'(d_{1})\sigma }{2{\sqrt {T-t}}}}-rKe^{-r(T-t)}N(d_{2})\,} | {\displaystyle -{\frac {SN'(d_{1})\sigma }{2{\sqrt {T-t}}}}+rKe^{-r(T-t)}N(-d_{2})\,} |
| rho   | {\displaystyle {\frac {\partial C}{\partial r}}}         | {\displaystyle K(T-t)e^{-r(T-t)}N(d_{2})\,}                                          | {\displaystyle -K(T-t)e^{-r(T-t)}N(-d_{2})\,}                                         |
| ----- | -------------------------------------------------------- | ------------------------------------------------------------------------------------ | ------------------------------------------------------------------------------------- |

É importante notar que as fórmulas de gamma e vega são as mesmas para calls e puts. Isso pode ser visto diretamente a partir da paridade call-put.
Na prática, algumas variáveis são usualmente cotadas em termos escalonados, para ficarem compatíveis com a escala de mudanças usuais nos parâmetros. Por exemplo, rho é comumente utilizada dividida por 10000, vega por 100, e theta por 365 ou 252 (um dia de decaimento baseado no ano-calendário ou no número de dias úteis por ano).

## Extensões do modelo
O modelo acima pode ser estendido para ter taxas e volatilidades não constantes (mas determinísticas). O modelo também pode ser utilizado para precificar opções europeias sobre instrumentos que pagam dividendos. Neste caso, soluções fechadas são possíveis se o dividendo é uma proporção conhecida do preço da ação. Opções americanas e opções sobre ações pagando um dividendo com valor conhecido em dinheiro (no curto prazo, mais realista que um dividendo proporcional) são mais difíceis de precificar, mas existe um conjunto de técnicas capaz de solucionar esse problema (por exemplo lattices e grids).

### Instrumentos que pagam taxas contínuas de dividendos
Para opções sobre índices, é razoável aceitar a hipótese simplificada de que dividendos são pagos continuamente, e que a quantidade de dividendos é proporcional ao nível do índice.
O dividendo pago no período de tempo {\displaystyle [t,t+dt]} é modelado como
{\displaystyle qS_{t}\,dt}
para alguma constante {\displaystyle q} (o dividend yield).
Nessa formulação, o preço livre de arbitragem previsto pelo modelo Black-Scholes pode ser mostrado como sendo
{\displaystyle C(S_{0},T)=e^{-rT}(FN(d_{1})-KN(d_{2}))\,}
onde agora
{\displaystyle F=S_{0}e^{(r-q)T}\,}
é o preço futuro modificado que ocorre nos termos de {\displaystyle d_{1}} e {\displaystyle d_{2}}:
{\displaystyle d_{1}={\frac {\ln(F/K)+(\sigma ^{2}/2)T}{\sigma {\sqrt {T}}}}}
{\displaystyle d_{2}=d_{1}-\sigma {\sqrt {T}}.}
A mesma fórmula é utilizada para precificar opções sobre moedas estrangeiras, exceto que nesse caso {\displaystyle q} faz o papel das taxas de juros estrangeiras livres de risco e {\displaystyle S} é o câmbio à vista. Este é o modelo de Garman–Kohlhagen (1983).

### Instrumentos que pagam dividendos discretos proporcionais
Também é possível estender a teoria de Black-Scholes para opções sobre instrumentos que pagam dividendos discretos proporcionais. Isso é útil quando a opção é baseada em uma única ação.
Um modelo típico é assumir que uma proporção {\displaystyle \delta } do preço da ação é pago em momentos pré-determinados {\displaystyle t_{1},t_{2},...} O preço da ação é então modelado como
{\displaystyle S_{t}=S_{0}(1-\delta )^{n(t)}e^{ut+\sigma W_{t}}}
onde n(t) é o número de dividendos que foram pagos até o tempo {\displaystyle t}.
O preço de uma opção de compra sobre tal ação é novamente
{\displaystyle C(S_{0},T)=e^{-rT}(FN(d_{1})-KN(d_{2}))\,}
onde agora
{\displaystyle F=S_{0}(1-\delta )^{n(T)}e^{rT}\,}
é o preço futuro para a ação que paga dividendos.

## Derivação da fórmula

### Derivação elementar
Seja {\displaystyle S_{0}} o preço atual de uma ação objeto e {\displaystyle S} o preço quando a opção expira no tempo {\displaystyle T}. Então {\displaystyle S_{0}} é conhecido, mas {\displaystyle S} é uma variável aleatória. Assuma que
{\displaystyle X\equiv \ln \left({\frac {S}{S_{0}}}\right)\,}
é uma variável aleatória normal com média {\displaystyle uT} e variância {\displaystyle \sigma ^{2}T}, e segue que a média de {\displaystyle S} é
{\displaystyle \mathbb {E} \left[S\right]=S_{0}e^{qT}\,}
para alguma constante {\displaystyle q} (independente de {\displaystyle T}).
Agora um simples argumento de inexistência de oportunidade de arbitragem mostra que o valor futuro teórico de um derivativo pagando um papel da ação no tempo {\displaystyle T}, com payoff {\displaystyle S}, é
{\displaystyle S_{0}e^{rT}\,}
onde {\displaystyle r} é a taxa de juros livre de risco. Isso sugere fazer a identificação {\displaystyle q=r} com o objetivo de precificar derivativos. Defina o valor teórico de um derivativo como o valor presente do payoff esperado nesse sentido, para uma opção de compra com preço de exercício {\displaystyle K} essa expectativa descontada (utilizando probabilidades de risco neutro) é
{\displaystyle C(S_{0},T)=e^{-rT}\mathbb {E} \left[\max(S-K,0)\right].\,}
A derivação da fórmula para C é facilitada pelo seguinte lema: Seja {\displaystyle Z} uma variável aleatória normal padrão e seja {\displaystyle b} um número real estendido. Defina
{\displaystyle Z^{+}(b)={\begin{cases}Z&{\mbox{se }}Z>b\\-\infty &{\mbox{caso contrário}}.\end{cases}}}
Se a é um número real positivo, então
{\displaystyle \mathbb {E} \left[e^{aZ^{+}(b)}\right]=e^{a^{2}/2}N(a-b)}
onde{\displaystyle N} é a função de distribuição acumulada normal padrão. No caso especial {\displaystyle b=-\infty }, tem-se
{\displaystyle \mathbb {E} \left[e^{aZ}\right]=e^{a^{2}/2}.}
Agora faça
{\displaystyle Z={\frac {X-uT}{\sigma {\sqrt {T}}}}}
e use um corolário do lema para verificar a proposição acima sobre a média {\displaystyle S}. Defina
{\displaystyle S^{+}={\begin{cases}S&{\mbox{if }}S>K\\0&{\mbox{otherwise}}\end{cases}}}
{\displaystyle X^{+}=\ln(S^{+}/S_{0})\,}
e observe que
{\displaystyle {\frac {X^{+}-uT}{\sigma {\sqrt {T}}}}=Z^{+}(b)}
para algum {\displaystyle b}. Defina
{\displaystyle K^{+}={\begin{cases}K&{\mbox{if }}S>K\\0&{\mbox{otherwise}}\end{cases}}}
e observe que
{\displaystyle \max(S-K,0)=S^{+}-K^{+}.\,}
O restante do cálculo é direto.
Ainda que a derivação "elementar" leve ao resultado correto, ela é incompleta por não conseguir explicar por que a fórmula se refere à taxa de juros livre de risco enquanto uma taxa mais alta de retorno é esperada para investimentos de risco. Essa limitação pode ser superada utilizando-se medidas de probabilidade de risco neutro, mas o conceito de neutralidade ao risco e a teoria relacionada está longe de ser elementar. Em termos simples, o valor de uma opção hoje não é o valor esperado da opção no vencimento, descontado com a taxa livre de risco. (Então os resultados básicos do modelo de precificação de ativos (CAPM) não são violados.) Contrariamente, o valor é calculado utilizando expectâncias de acordo com outra distribuição de probabilidade, chamada probabilidade neutra ao risco.

#### Outras derivações da EDP
Acima usou-se o método da precificação livre de arbitragem para derivar EDPs governando os preços de opções dados pelo modelo de Black-Scholes. É também possível utilizar um argumento de neutralidade de risco. Este último método retorna o preço como sendo o valor esperado do payoff da opção sob uma medida de probabilidade particular, chamada medida neutra ao risco, que difere da medida real.

## Observações sobre a notação
É importante alertar para a notação inconsistente que aparece ao longo desse artigo. A letra S é usada como:
(1) uma constante denotando o preço atual da ação
(2) uma variável real denotando o preço em um momento arbitrário
(3) uma variável aleatória denotando o preço no vencimento
(4) um processo estocástico denotando o preço em um momento arbitrário
É também usada no contexto de (4) com um índice denotando tempo, mas nesse caso o índice é meramente mnemômico.
Nas derivadas parciais, as letras nos numeradores e denominadores são naturalmente variáveis reais, e as derivadas parciais propriamente ditas são, inicialmente, funções reais de variáveis reais. Mas depois da substituição de um processo estocástico por um dos argumentos, elas se tornam processos estocásticos.
A EDP de Black-Scholes é, inicialmente, uma afirmação sobre o processo estocástico {\displaystyle S}, mas quando {\displaystyle S} é reinterpretado como uma variável real, ela se torna uma EDP ordinária. É somente então que se pode procurar sua solução.
O parâmetro {\displaystyle u} que aparece no modelo de dividendos discretos não é o mesmo que o parâmetro {\displaystyle \mu } que aparece em outros lugares no artigo. Para relações entre eles veja Movimento Browniano Geométrico.